# Epidromia xanthogramma
Epidromia xanthogramma är en fjärilsart som beskrevs av Hans Daniel Johan Wallengren 1860. Epidromia xanthogramma ingår i släktet Epidromia och familjen nattflyn. Inga underarter finns listade i Catalogue of Life.